# Scott Wolf
Scott Richard Wolf (ur. 4 czerwca 1968 w Bostonie) – amerykański aktor pochodzenia żydowskiego,  występował w roli Baileya Salingera w serialu Ich pięcioro.

## Życiorys

### Wczesne lata
Urodził się w Bostonie w Massachusetts jako syn Susan Enowitch (z domu Levy), doradcy ds. nadużywania narkotyków, i Stevena Wolfa, dyrektora opieki zdrowotnej. Wychowywał się w rodzinie żydowskiej, a rodziny jego rodziców pochodziły z Niemiec i Rosji. W 1986 ukończył West Orange High School w West Orange w New Jersey. Następnie studiował na wydziale finansów na George Washington University.

### Kariera
Do rozpoczęcia kariery aktorskiej zachęcił go przyjaciel rodziny i były aktor Clint Brady. Wolf przyjął jego radę i studiował aktorstwo w nowojorskim Herbert Berghof Studio, a następnie uczył się aktorstwa u Roberta Carnegie w Playhouse West w Kalifornii.
Wolf pojawił się w kilku reklamach, a następnie gościnnie występował w serialach NBC Byle do dzwonka (Saved by the Bell, 1990–1992), Disney Channel Kids Incorporated (1991) i ABC The Commish (1993). Potem został obsadzony jako Bailey Salinger, drugie w kolejności z pięcioro osieroconych dzieci w serialu Fox Ich pięcioro (Party of Five, 1994–2000).
Zagrał główną rolę w filmie fantasy Znak Smoka (Double Dragon, 1994). W 1997, podczas Williamstown Theatre Festival w Williamstown, grał w sztuce Dead End. W 1999 zdobył dwie nominacje do Teen Choice Awards: „Aktor telewizyjny” w Ich pięcioro i „Najzabawniejsza scena w filmie” w Go z Jayem Mohrem. Za dubbing psa Chapsa w filmie animowanym Zakochany kundel II: Przygody Chapsa (2001) otrzymał DVD Exclusive Award. Wystąpił jako dr Jake Hartman w serialu The WB Everwood (2004–2006) oraz jako dr Scott Clemmens w serialu NBC The Night Shift (2014–2017).

### Życie prywatne
Od września 1992 do listopada 1993 spotykał się z Alyssą Milano. Od lutego 1996 do lutego 1997 był związany z kanadyjską aktorką Paulą Devicq. W 1999 spotykał się z projektantką mody Shoshanną Lonstein Gruss. W październiku 2002 związał się z Kelley Marie Limp. Pobrali się 29 maja 2004. Mają trójkę dzieci: córkę Lucy Marie oraz dwóch synów – Millera Williama i Jacksona Kayse.

## Filmografia
- Spisek w Boże Narodzenie (All I Want for Christmas, 1991) jako członek chóru
- Teenage Bonnie and Klepto Clyde (1993) jako Clyde
- Znak Smoka (Double Dragon, 1994) jako Billy Lee
- Ich pięcioro (Party of Five, 1994-2000) jako Bailey Salinger
- Sztorm (White Squall, 1996) jako Chuck Gieg
- Czułe słówka: ciąg dalszy (The Evening star, 1996) jako Bruce
- Go (1999) jako Adam
- Witamy w Hollywood (Welcome to Hollywood, 2000)
- Zakochany kundel II: Przygody Chapsa (Lady and the Tramp II: Scamp's Adventure, 2001) jako Scamp (głos)
- Jenifer  (2001)
- Santa Monica Boulevard (2001) jako Hardy
- Romans po sąsiedzku (Love Thy Neighbor, 2002) jako Kenny
- Śmiertelna pułapka (Emmett's Mark, 2002) jako Emmett Young
- Everwood (2002-2006) jako dr Jake Hartman
- Picking Up and Dropping Off (2003) jako Will
- That Guy  (2006) jako on sam
- V: Goście jako Chad Decker